# Vrhnika
Vrhnika (en allemand : Oberlaibach) est une commune et une localité de Slovénie. Elle fait partie de la région historique de Carniole-Intérieure (Notranjska).

## Géographie

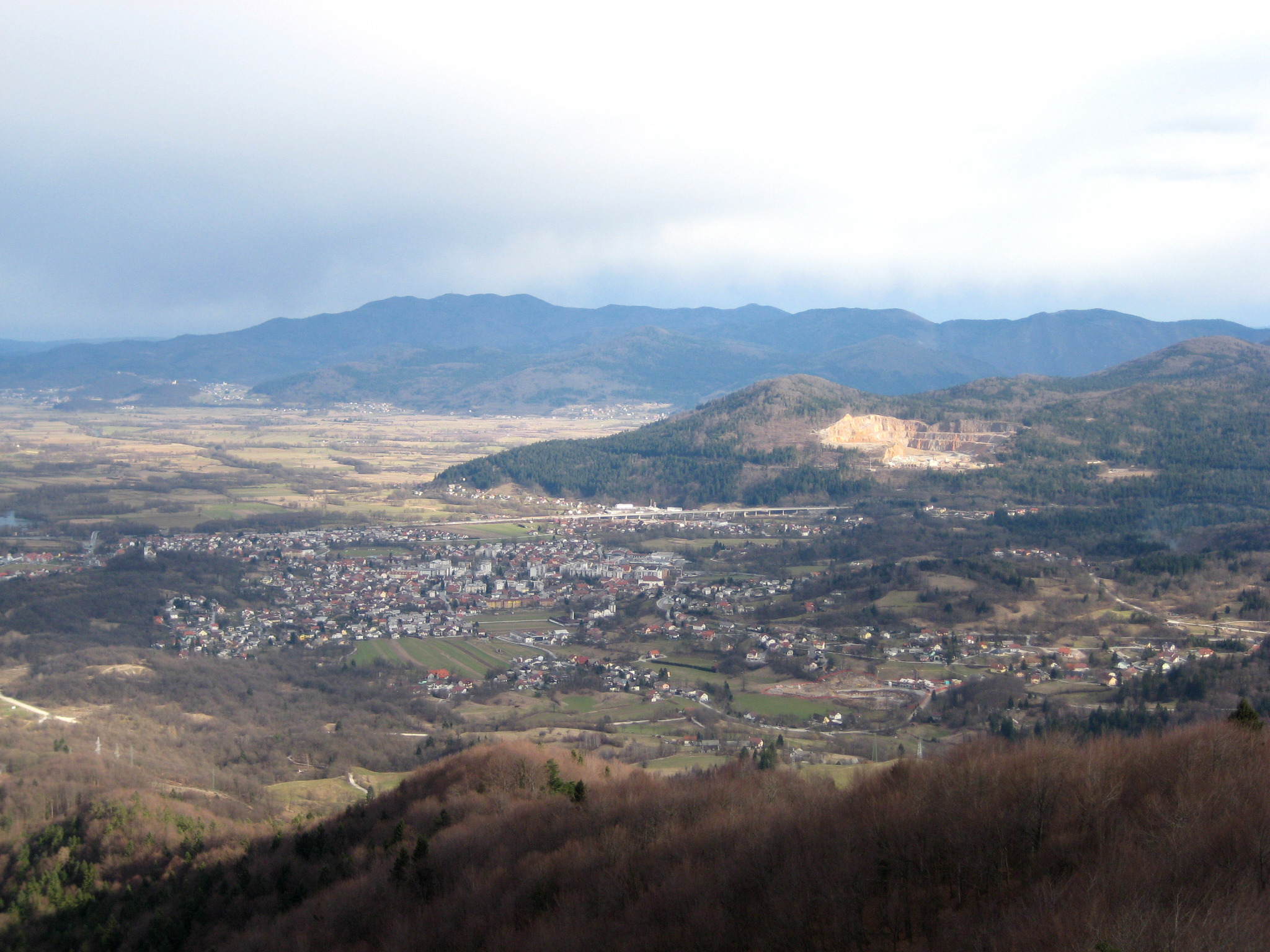
Vue sur la ville.

Le territoire communal s'étend le long de la rivière Ljubljanica au bord d'un vaste marécage, à environ 21 km au sud-ouest de Ljubljana sur la route de Postojna. La population s'élevait à 15 262 habitants en 2007.
Vrhnika est accessible par l'autoroute A1.

## Histoire
La région était déjà peuplée au temps préhistorique. La localité, prétendument fondée par Jason et les Argonautes (cf. le blason), était connue sous le nom de Nauportus à l'époque des Romains, un port important et nœud de communication dans la région des Taurisques. Selon les écrits du géographe Strabon, des biens commerciaux venant d'Aquilée par les montagnes du Hrušica y étaient embarqués et prenaient la direction de l'est sur les rivières Ljubljanica et Save. Au Ve siècle, le site a été détruit par les Huns.
Vrhnika, évoquée pour la première fois vers l'an 1300, se développa au Moyen Âge en tant que ville de marché et avait une bonne santé économique au sein du duché de Carniole. La place perdit en importance au début du XVIIIe siècle. Elle resta toutefois un nœud important de communication entre l'archiduché d'Autriche et le littoral composé notamment de la ville de Trieste. Un chemin de fer reliant le centre de l'Autriche à la côte fut construit dans les années 1840 et causa le déclin de la région qui vit une baisse du transport par la route. 
La région fit partie durant une longue période de l'empire austro-hongrois et portait alors le nom de Ober-Laibach (« Haut Laibach ») en référence à la ville de Laibach, la capitale de la Carniole aujourd'hui dénommée Ljubljana. Depuis, la localité est devenue une petite ville périphérique de Ljubljana.

## Personnalités

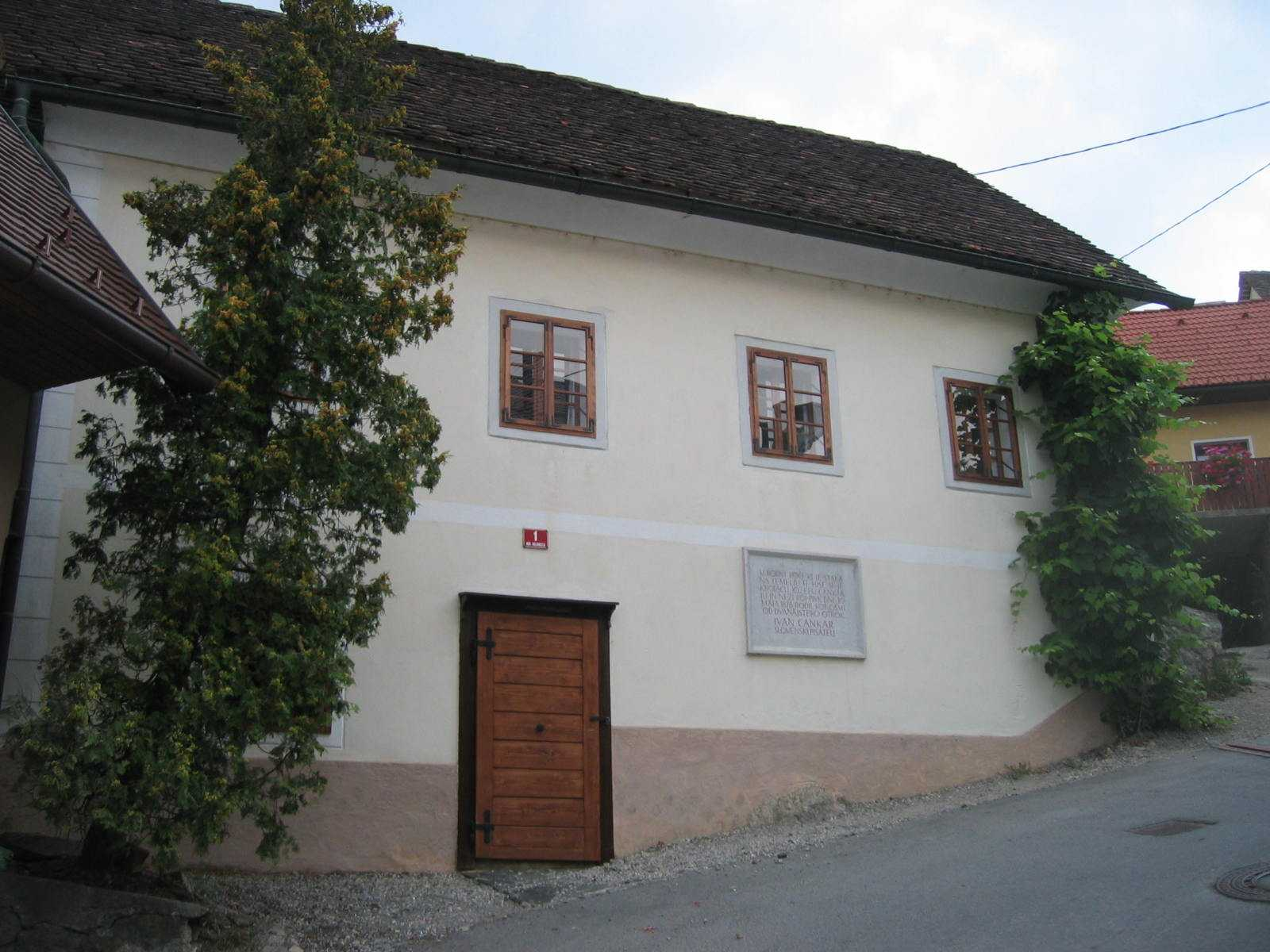
Maison Ivan Cankar à Vrhnika

- Matej Sternen (1870–1949), peintre ;
- Ivan Cankar (1876–1918), écrivain ;
- Alenka Bikar (née 1974 à Ljubljana), athlète spécialiste du sprint et femme politique ;
- Mojca Suhadolc (née 1975), skieuse alpine ;
- Štefan Hadalin (né 1995), skieur alpin.

## Démographie
Entre 1999 et 2006, la population de la commune a légèrement augmenté jusqu'à 18 000 habitants avant de chuter 15 000 habitants en 2007 à la suite d'une modification territoriale. Sur la période 2008 - 2021, la population de Vrhnika a régulièrement ré-augmenté jusqu'à dépasser les 17 000.
Évolution démographique
| 1999   | 2000   | 2001   | 2002   | 2003   | 2004   | 2005   | 2006   | 2007   |
| ------ | ------ | ------ | ------ | ------ | ------ | ------ | ------ | ------ |
| 16 810 | 17 018 | 17 382 | 17 576 | 17 761 | 17 914 | 18 053 | 18 249 | 15 117 |
| 2008   | 2009   | 2010   | 2011   | 2012   | 2013   | 2014   | 2015   | 2016   |
| 15 544 | 15 817 | 16 117 | 16 291 | 16 417 | 16 543 | 16 564 | 16 715 | 16 848 |
| 2017   | 2018   | 2019   | 2020   | 2021   |        |        |        |        |
| 16 907 | 16 978 | 17 272 | 17 529 | 17 613 |        |        |        |        |

## Vues de la ville et des environs

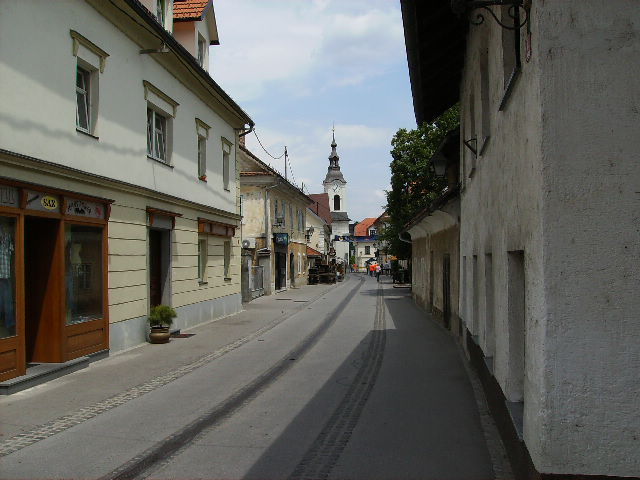
Stara Cesta, la vieille grande rue de Vrhnika
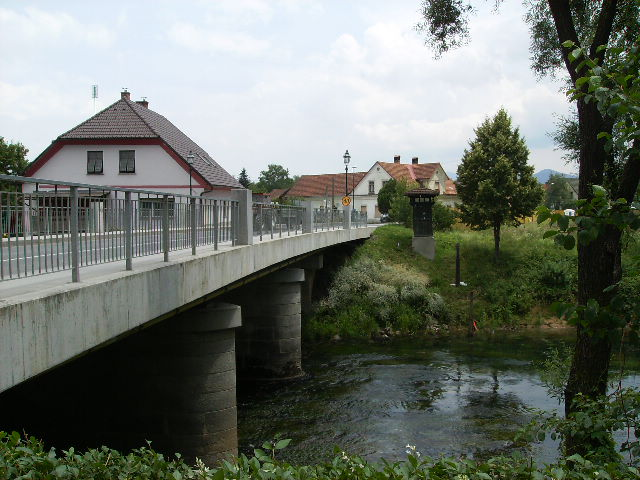
Pont sur la rivière Ljubljanica
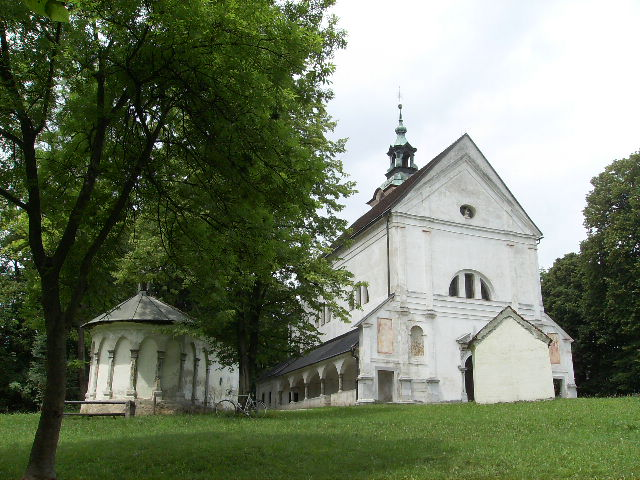
Sveta Trojica, la plus grande église de Vhrnika, au sommet d'une colline boisée
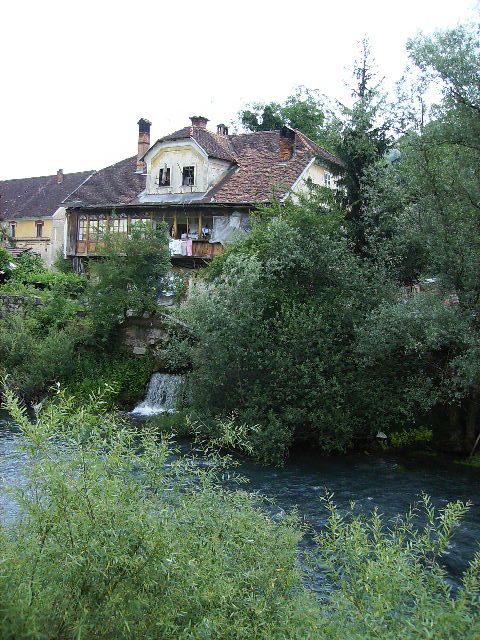
Vieille maison à Verd, hameau de Vrhnika
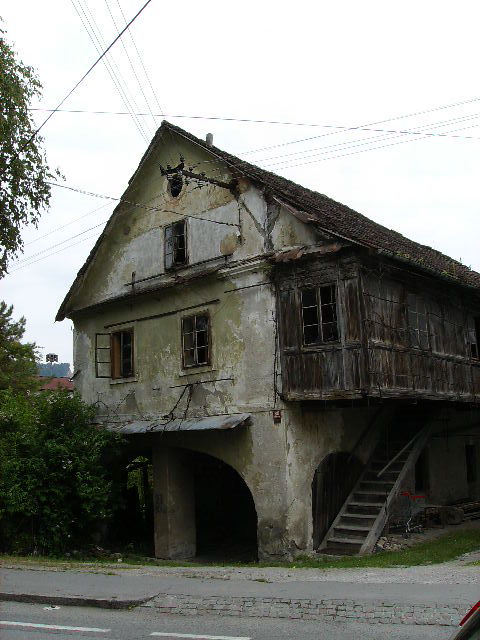
Stara kovacija, ancienne forge dans Stara Cesta, Vrhnika
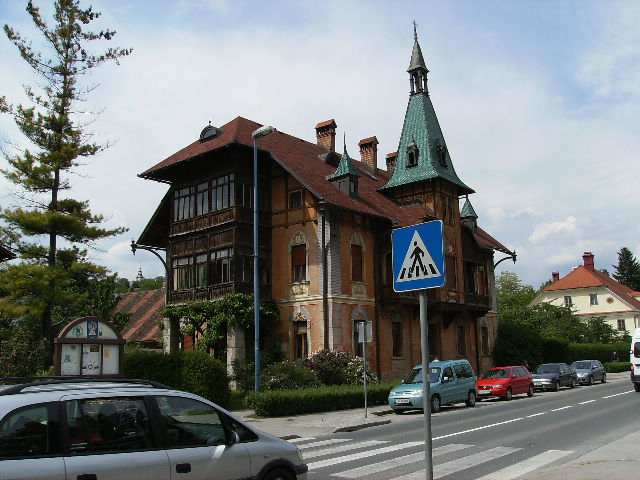
Vieille maison de Vrhnika
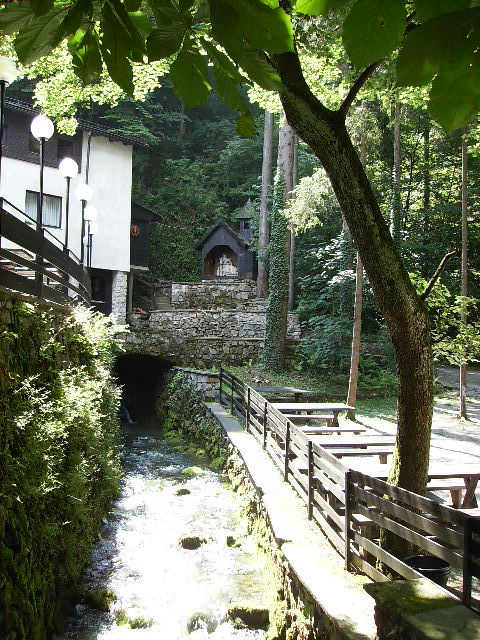
Auberge à Močilnik près des sources de la Ljubljanica